# 佐治局
佐治局是1914年夏在黑龙江省、吉林省地广人稀的地方设立的警、政合一的县下行政区划。佐治局辖界按旧制分防区划定。佐治员接受县知事或设治员监督。司法事项仍由县知事或设治员办理，上行文件须由县知事核转。1914年10月，《内务部为请照准黑龙江各县要津地方拟遵章设置县佐呈》，佐治局一律改为县佐。

## 佐治局列表
- 萝北县高家屯佐治局：1914年7月1日，萝北县高家屯警察事务所改为萝北县高家屯佐治局。[1]
  - 1914年10月改为萝北县绥东城县佐
  - 1917年4月13日升格为绥东设治局
  - 1929年1月9日升格为绥东县，1月23日改名为绥滨县。
- 绥化县上集厂佐治局：1914年7月13日，绥化县上集厂警察事务所改为绥兰道绥化县上集厂佐治局[2]
  - 1914年10月改为上集厂县佐
  - 1915年4月，升格为诺敏设治局，旋因与嫩江道拟设诺敏县重名而改为绥楞设治局
  - 1917年1月1日，升格为绥楞县，为三等县
  - 1921年 6月，民国政府颁发县印，将“楞”字铸为“棱”字，遂改为绥棱县。
- 龙江县甘井子佐治局：1914年7月1日“甘井子巡防局”改为“甘井子佐治局”，仍归西布特哈总管金纯德节制。[3]
  - 1914年10月7日改为甘井子县佐
  - 1916年2月9日改属布西设治局
  - 1926年2月1日升格为甘南设治局
  - 1933年10月16日升格为甘南县
- 巴彦县兴隆镇佐治局：1914年7月1日  奉巡按使公署令，兴隆镇警察事务所改称佐治局。[4]
  - 1915年6月 改兴隆镇佐治局为县佐。
  - 1929年裁撤兴隆镇县佐
- 泰来设治局武兴佐治局：1914年7月泰来设治局塔子城警察事务所改为武兴佐治局[5]
  - 1914年10月7日改为改为武兴县佐
  - 1929年2月15日撤销武兴县佐
- 龙江县景星镇佐治局：1914年7月设立[6]
  - 1914年10月改为景星县佐
  - 1915年升格为景星设治局
  - 1929年升格为景星县（三等县）
- 拜泉县三道镇佐治局
  - 1914年10月改为三道镇县佐。后撤销
- 瑷珲县奇克特佐治局：1914年7月1日，奇克特卡伦改为奇克特佐治局[7]
  - 1914年10月改为奇克特县佐
  - 1929年2月1日升格为奇克设治局
  - 1929年3月15日升格为奇克县
- 临江县八道江佐治局：1914年改八道江分防巡检为八道江佐治局。
  - 1935年建八道江镇（街）
- 扎兰屯佐治局：1914年设立的扎兰屯佐治局管理济沁河稽垦局与雅鲁河稽垦局的土地开放等行政事务的，专事土地开发及管理事务。1925年济沁河稽垦局与雅鲁河稽垦局合并为雅鲁设治局。1929年升格为雅鲁县。 [6]
- 呼玛县倭西门佐治局：呼玛县所属倭西门卡伦改设呼玛县倭西门佐治局[8]
  - 1914年10月9日，倭西门佐治局改为倭西门县佐。1915年1月1日实行，3月11日启用“呼玛县分驻倭西门县佐之关防”。黑龙江省长公署批准赋予倭西门县佐处理司法事务的权限。
  - 1929年1月9日呼玛县所属之倭西门县佐改升鸥浦设治局，2月1日设治局成立。设治局驻老街基岛（今鸥浦乡政府驻地西北3公里）。
  - 1929年2月14日，鸥浦设治局升格为鸥浦县（三等县）。1929年6月1日成立县政府，隶属于黑龙江省黑河市政筹备处管辖。
  - 1947年3月，撤销鸥浦县，并入呼玛县。